# Chiesa dei Santi Pietro e Paolo (Passerano Marmorito)
La chiesa dei Santi Pietro e Paolo è la parrocchiale di Passerano Marmorito, in provincia di Asti e arcidiocesi di Torino; fa parte del distretto pastorale Torino Sud-Est.

## Storia
La presenza di una chiesa a Passerano Marmorito è attestata partire dal XIII secolo, quando in vari documenti si trova menzionata l'ecclesia de Pasarano.; tale chiesetta era filiale della pieve di Santa Maria di Pino.
Nel XVII secolo fu costruita la nuova chiesa, ad un'unica navata, e nel Settecento venne ampliata con l'edificazione delle due navate laterali.
Nel 1805 la parrocchia passò dalla diocesi di Vercelli a quella di Asti e poi, nel 1817, entrò a far parte dell'arcidiocesi di Torino.
Da un documento del 1814 risulta che all'epoca il campanile non era presente e che le campane erano alloggiate nella torre fortificata del castello. La torre campanaria fu eretta solo più tardi, nel 1824, e nel 1830 vennero installate nella sua cella le campane.

## Descrizione

### Facciata
La facciata della chiesa si presenta in stile tardobarocco, costituita da mattoni a faccia vista, è a salienti ed è spartita in due registri da una cornice marcapiano; nell'ordine inferiore sono visibili ai lati due lesene e due coppie di lesene abbinate nella parte centrale, nella quale s'apre pure il portale d'ingresso, nelle ali laterali vi sono delle finestre ellittiche, mentre in quello superiore, più ristretto ad affiancato da due volute di raccordo, presenta quattro lesene binate e centralmente una finestra sempre di forma ellittica, diventando la caratteristica della facciata stessa. A coronare il tutto è il timpano di forma curvilinea.
Accanto alla facciata sorge il campanile, anch'esso in mattoni, che all'altezza della cella presenta una monofora per lato. Anche questa struttura riprende le aperture, qui a oculo, e a tutto sesto nella sezione superiore, a riprendere la caratteristica della chiesa. Nella sezione che precede il castello delle campane vi è un orologio su entrambi i lati.

### Interno
L'interno si suddivide in tre navate e l'aula è illuminata dalla luce che penetra attraverso le finestre ovoidali.
La volta della navata centrale è caratterizzata dagli affreschi dipinti nel 1896 da Giovanni Lamberti.